# یونس ژائله
یونس ژائله متولد ۲۸ ابان ۱۳۴۱ شهر تبریز، عضو هیئت مدیره مجمع کارآفرینان و کارآفرین در صنعت غذایی با برند شیرین عسل است.

## زندگی
یونس ژائله متولد سال۱۳۴۲ هجری شمسی در تبریز است؛ دوران ابتدایی و دبیرستان را در تبریز گذراند. در سال ۱۳۶۲ برای تحصیل وارد دانشگاه تبریز شد و ۱۲۷ واحد در رشته بیهوشی گذراند.
فعالیت تولیدی خود را از سال ۱۳۷۱ با تأسیس واحد تولیدی کوچکی در شهرک صنعتی تبریز که آن موقع جدیداً تأسیس شده بود، شروع نمود. وی هم‌اکنون، مدیر عامل گروه صنایع غذایی شیرین عسل یکی از شرکت‌های فعال در صنعت بیسکویت و شکلات است.
او هم‌اکنون مدیر عامل گروه صنایع غذایی است. ژائله از سال ۲۰۱۹ ریاست اتاق بازرگانی تبریز را برعهده دارد. او در طول فعالیت‌های خود، شش بار به عنوان صادرکنندهٔ نمونه و نخستین کارآفرین نمونه ملی انتخاب شده است.
نزدیک به ۱۲۰۰۰ نفر به‌طور مستقیم و غیرمستقیم در خطوط تولید، فروشگاه‌ها یا شرکت‌های وابسته وی کار می‌کنند.
در حال حاضر محصولات این شرکت به ۶۵ کشور جهان صادر می‌گردد.